# The Last Word
The Last Word es una película estadounidense de 2008 escrita y dirigida por Geoffrey Haley. Protagonizada por Winona Ryder y Wes Bentley.
Tuvo su estreno en el Festival de Cine de Sundance en enero de 2008 y fue estrenada internacionalmente ese mismo año.

## Sinopsis
Un hombre que vive de hacer cartas de suicidio de otras personas, se enamora de la hermana de un cliente reciente.

## Elenco
- Winona Ryder... Charlotte Morris
- Wes Bentley... Evan
- Ray Romano... Abel
- Gina Hecht
- A.J. Trauth ...  Greg
- Kurt Caceres ...  Sammy
- Michael Cornacchia ...  Cliente